# پیمودن راه دراز
«پیمودن راه دراز» (به انگلیسی: Taking the Long Way) آلبومی از دیکسی چیکس است که در ۲۳ مه ۲۰۰۶ منتشر شد.